# NGC 7248
NGC 7248 је лентикуларна галаксија у сазвежђу Гуштер која се налази на NGC листи објеката дубоког неба.
Деклинација објекта је + 40° 30' 19" а ректасцензија 22h 16m 52,5s. Привидна величина (магнитуда) објекта NGC 7248 износи 12,5 а фотографска магнитуда 13,5. NGC 7248 је још познат и под ознакама UGC 11972, MCG 7-45-22, CGCG 530-19, PGC 68485.